# Márton Béla (nyelvész)
Márton Béla (Holtmaros, 1937. március 25. –) erdélyi magyar nyelvjáráskutató, néprajzi író, nyelvművelő.

## Életútja
Középiskolát a marosvásárhelyi Bolyai Farkas Líceumban végzett (1958), magyar nyelv- és irodalomtanári képesítést a Babeș–Bolyai Tudományegyetemen szerzett (1963). Szováta-Szakadáton tanít, az általános iskola igazgatója (1968–80), a szovátai szabadegyetem szervezője. 1991 óta a Kriza János Néprajzi Társaság tagja.

## Munkássága
Első írását a tutajozás szakszókincséről a Studia Universitatis Babeş-Bolyai közölte (1963). Márton Gyula munkatársa volt a Sóvidéki Tájszótár anyagának gyűjtésében. A NyIrK hasábjain jelent meg tanulmánya a szovátai szénégetésről (1965/2), a helybeli népnyelv gyógynövény-elnevezéseiről (1967/1) s a parajdi posztóványolás szakszókincséről (1973/1). Főként néprajzi, nyelvművelő és közművelődési írásait a Művelődés, Falvak Dolgozó Népe, Vörös Zászló közli (a Népismereti Dolgozatok 1981-es kötetében megjelent néprajzi bibliográfia 28 közleményét tartja számon). Azóta is számos néprajzi közleménye és nyelvművelő írása jelent meg főként a Falvak Dolgozó Népe (1989 decemberétől Falvak Népe néven) és részben a Cimbora hasábjain.
1994 májusában szovátai lakhelyéről Marosvásárhelyre utazott, s ott részt vett a népi fafaragók tanácskozásán, ahol Sóvárad népi faragóművészetéről szóló dolgozatát ismertette.

## Fontosabb tanulmányai
- Sóváradi szólások és szóláshasonlatok (Művelődés, 1983/ 11)
- Kolompok és csengők készítése a sóvidéki kovácsok műhelyében (Hazanéző, Korond 1991/2)
- A népi táplálkozás emlékei (pelefogás) (Székelység, Székelyudvarhely 1991/5)
- Fából faragott díszítmények a Sóvidéken; Szovátai Városi Múzeum, Szováta, 2002[2][3] (fotóalbum)